# فضاء طوبولوجي مزدوج
فضاء طوبولوجي مزدوج هو مصطلح في الرياضيات يُستخدم للإشارة إلى مجموعة مزودة بطوبولوجيين. إذا كانت المجموعة هي {\displaystyle X} والطوبولوجيان هما {\displaystyle \sigma } و{\displaystyle \tau }، يُعبّر عن الفضاء الطوبولوجي المزدوج بـالرمز {\displaystyle (X,\sigma ,\tau )}.

## الاستمرارية المزدوجة
يُطلق على خريطة {\displaystyle \scriptstyle f:X\to X'} من الفضاء الطوبولوجي المزدوج {\displaystyle \scriptstyle (X,\tau _{1},\tau _{2})} بالنسبة إلى فضاء طوبولوجي مزدوج آخر {\displaystyle \scriptstyle (X',\tau _{1}',\tau _{2}')} يُطلق عليها استمرارية مزدوجة إذا كانت {\displaystyle \scriptstyle f} مستمرة كخريطة من {\displaystyle \scriptstyle (X,\tau _{1})}إلى {\displaystyle \scriptstyle (X',\tau _{1}')} and as map وكخريطة من {\displaystyle \scriptstyle (X,\tau _{2})} إلى {\displaystyle \scriptstyle (X',\tau _{2}')}.

## المتغيرات الطوبولوجية المزدوجة للخواص الطوبولوجية
بالتطابق مع الخصائص المعروفة جيدًا للفضاءات الطوبولوجية، هناك إصدارات للفضاءات الطوبولوجية المزدوجة.
- الفضاء الطوبولوجي المزدوج {\displaystyle \scriptstyle (X,\tau _{1},\tau _{2})} هو فضاء مضغوط مزدوج إذا كان كل غطاء {\displaystyle \scriptstyle \{U_{i}\mid i\in I\}} لـ {\displaystyle \scriptstyle X} بـ {\displaystyle \scriptstyle U_{i}\in \tau _{1}\cup \tau _{2}}, يحتوي على غطاء فرعي محدود.
- الفضاء الطوبولوجي المزدوج {\displaystyle \scriptstyle (X,\tau _{1},\tau _{2})} هو هاوسدورف مزدوج إذا كان لأي نقطتين متمايزتين {\displaystyle \scriptstyle x,y\in X} يوجد فك لـ {\displaystyle \scriptstyle U_{1}\in \tau _{1}} و {\displaystyle \scriptstyle U_{2}\in \tau _{2}} إما مع {\displaystyle \scriptstyle x\in U_{1}} و {\displaystyle \scriptstyle y\in U_{2}} أو {\displaystyle \scriptstyle x\in U_{2}} و {\displaystyle \scriptstyle y\in U_{1}}.
- الفضاء الطوبولوجي المزدوج {\displaystyle \scriptstyle (X,\tau _{1},\tau _{2})} هو البعد الصفري المزدوج إذا كان يفتح في {\displaystyle \scriptstyle (X,\tau _{1})} المغلقة في {\displaystyle \scriptstyle (X,\tau _{2})} من قاعدة لـ {\displaystyle \scriptstyle (X,\tau _{1})}, وتفتح في {\displaystyle \scriptstyle (X,\tau _{2})} المغلقة في {\displaystyle \scriptstyle (X,\tau _{1})} من قاعدة لـ {\displaystyle \scriptstyle (X,\tau _{2})}.
- الفضاء الطوبولوجي المزدوج {\displaystyle \scriptstyle (X,\sigma ,\tau )} يسمى طبيعي مزدوج إذا كان لكل {\displaystyle \scriptstyle F_{\sigma }} {\displaystyle \scriptstyle \sigma }-مغلق و{\displaystyle \scriptstyle F_{\tau }} {\displaystyle \scriptstyle \tau }- مغلقة ومجموعات {\displaystyle \scriptstyle G_{\sigma }} {\displaystyle \scriptstyle \sigma }-مفتوحة و {\displaystyle \scriptstyle G_{\tau }} {\displaystyle \scriptstyle \tau }ومجموعات مفتوحة مثل {\displaystyle \scriptstyle F_{\sigma }\subseteq G_{\tau }} {\displaystyle \scriptstyle F_{\tau }\subseteq G_{\sigma }}, و {\displaystyle \scriptstyle G_{\sigma }\cap G_{\tau }=\emptyset .}